# Ligyrocoris latimarginatus
Ligyrocoris latimarginatus är en insektsart som beskrevs av Barber 1921. Ligyrocoris latimarginatus ingår i släktet Ligyrocoris och familjen Rhyparochromidae. Inga underarter finns listade i Catalogue of Life.